# Naturalité (droit)
Pour les articles homonymes, voir Naturalité.
La naturalité est, en droit, sous l'Ancien Régime, l'état d'une personne née dans le pays dans lequel elle habite, le droit de naturalité étant le droit dont jouissent les habitants naturels d'un pays, à l'exclusion des étrangers. Il peut s'acquérir par les lettres de naturalité accordées par le Prince. 

## En France

### Droit contemporain
La naturalité est devenue la nationalité en droit moderne, les lettres de naturalité étant remplacées par les décrets de naturalisation, ce dernier terme ayant conservé sa racine.